# Provincia de Cosenza
La provincia de Cosenza (en italiano: Provincia di Cosenza) es una de las cinco provincias que componen la región italiana de Calabria. Su capital también se llama Cosenza.
El presidente de la provincia es Rosaria Succurro (2022).
- Población (censo de 2009): 734 533
- Superficie (km²): 6650
- Densidad de población: 113
- Código postal de su capital: 87100

## Situación geográfica
Limita al norte con la región de Basilicata, con el mar Jónico al este, con la provincia de Crotona y la provincia de Catanzaro al sur y con el mar Tirreno al oeste.

## Localidades principales
Acri, Altomonte, Amantea, Belmonte Calabro, Bocchigliero, Cassano allo Ionio, Castrovillari, Cetraro, Corigliano Calabro, Cosenza (la capital), Diamante, Morano Cálabro, Paola, Praia a Mare, Rossano, San Giovanni in Fiore, Scalea, Síbari, Rocca Imperiale, Trebisacce, Spezzano Albanese, Terme Luigiane y Verbicaro, Villapiana